# Ялтинский трамвай
Ялтинский трамвай (укр. Ялтинський трамвай) — трамвайная система, которую планировалось построить в Ялте в начале XX века.

## История
Проект постройки трамвайной линии от Ялты до Алупки и Гурзуфа в 1905 году предложила фирма «Вестингауз», однако городской думой проект был отклонен.
Второй раз предложение внес в мае 1908 года предприниматель С. Чаев. Дума подписала с ним контракт, согласно которому должна была быть построена линия Ялта — Бахчисарай и длина городского участка должна составлять 4,5 км. Он получил концессию на 60 лет и в 1909 году разработал проект сети линий. Согласно ему, основная линия проходила от Массандры центром города, набережной и вдоль реки Яузлар, от Пушкинского бульвара должна идти ветка до Ливадии. Проект утвердили в ноябре 1910 года, однако уже через месяц отказались от проекта.
Третье предложение поступило в 1912 году от инженера П. Макаривського. Его проект предусматривал строительство трёх городских линий. Однако из-за финансовых проблем вопрос с места не сдвинулся. В конце концов, в 1914, 1916 и 1917 годах Ялта решала строить трамвай самостоятельно, однако из-за войны планы остались только планами.
Однако идея и после событий 1917 года продолжала жить. Уже в 1925 году был составлен проект строительства трёх линий:
1. ул. Ломоносова — Массандра (Длиной 4.3 км);
2. вдоль реки Дерекой до поселка Дерекой (Ущельный) (Длиной 1,4 км);
3. Набережная — Ливадия (1,3 км). На пути стало землетрясение 1927 года.

Последний раз к проекту строительства трамвая вернулись в 1937 года, когда было начато проектирование линии Ялта — Симеиз протяженностью 25 километров. Однако как и предыдущие, этот проект Ялтинского трамвая и сам трамвай остался только на бумаге. Электротранспорт в Ялте появился в виде троллейбуса в 1961 году.